# Pruszynek
Pruszynek – wieś w Polsce położona w województwie mazowieckim, w powiecie siedleckim, w gminie Siedlce. Ma status sołectwa. Leży 9 km na północny wschód od Siedlec.
W latach 1975–1998 miejscowość administracyjnie należała do województwa siedleckiego.
Wierni Kościoła rzymskokatolickiego należą do parafii św. Mikołaja w Pruszynie. W Pruszynku znajduje się Ochotnicza Straż Pożarna i świetlica.
Przez wieś przebiega droga powiatowa Pruszyn – Pruszyn-Pieńki.